# Alúmen de amônio
Alúmen de amônio (português brasileiro) ou alúmen de amónio (português europeu) (NH4Al(SO4)2·12H2O) ou sulfato de alumínio e amônio dodecahidrato é um sulfato duplo de alumínio branco e cristalino usado em purificação de água, em colas vegetais, em cimentos porcelânicos, em desodorizantes e desodorantes naturais e em tingimento, colorações e em têxteis a prova de fogo.
O pH da solução resultante da aplicação tópica de alúmen de amônio com a perspiração é tipicamente na mais leve faixa ácida, de 4 a 5. É um desodorante popular por causa de sua alta disponibilidade e baixo custo[carece de fontes?]. Uma barra de 120 gramas dura por pelo menos um ano inteiro de uso diário - muito mais que qualquer outro desodorante e antiperspirante. É também hipoalergênico e não colorante[carece de fontes?]. O alúmen de potássio é também usado para este propósito.